# Probole neonaria
Probole neonaria är en fjärilsart som beskrevs av Walker 1860. Probole neonaria ingår i släktet Probole och familjen mätare. Inga underarter finns listade i Catalogue of Life.